# Until My Last Breath
«Until My Last Breath» es una canción de la soprano finlandesa Tarja Turunen. Es el tercer sencillo de su tercer álbum What Lies Beneath, y el más exitoso de los cuatro.

## Composición
La canción fue escrita por Turunen y Johnny Andrews, tomando como inspiración la muerte de Michael Jackson y la reacción de los medios ante eso. Turunen afirmó que esta canción la hizo entender que necesita creer en sí misma y en lo que hace, sin importar la presión del público; considera a esta canción como una de las diez más importantes de su carrera, y la canta regularmente desde el What Lies Beneath World Tour.

## Canciones
Versión internacional
| Pista | Título                                |
| ----- | ------------------------------------- |
| 1     | «Until My Last Breath»                |
| 2     | «If You Believe» (versión de piano)   |
| 3     | «Falling Awake» (feat. Julián Barret) |

Versión de Suiza, Alemania y Austria
| Pista | Título                                     |
| ----- | ------------------------------------------ |
| 1     | «Until My Last Breath»                     |
| 2     | «Still of the Night» (cover de Whitesnake) |
| 3     | «The Crying Moon»                          |

## Video musical

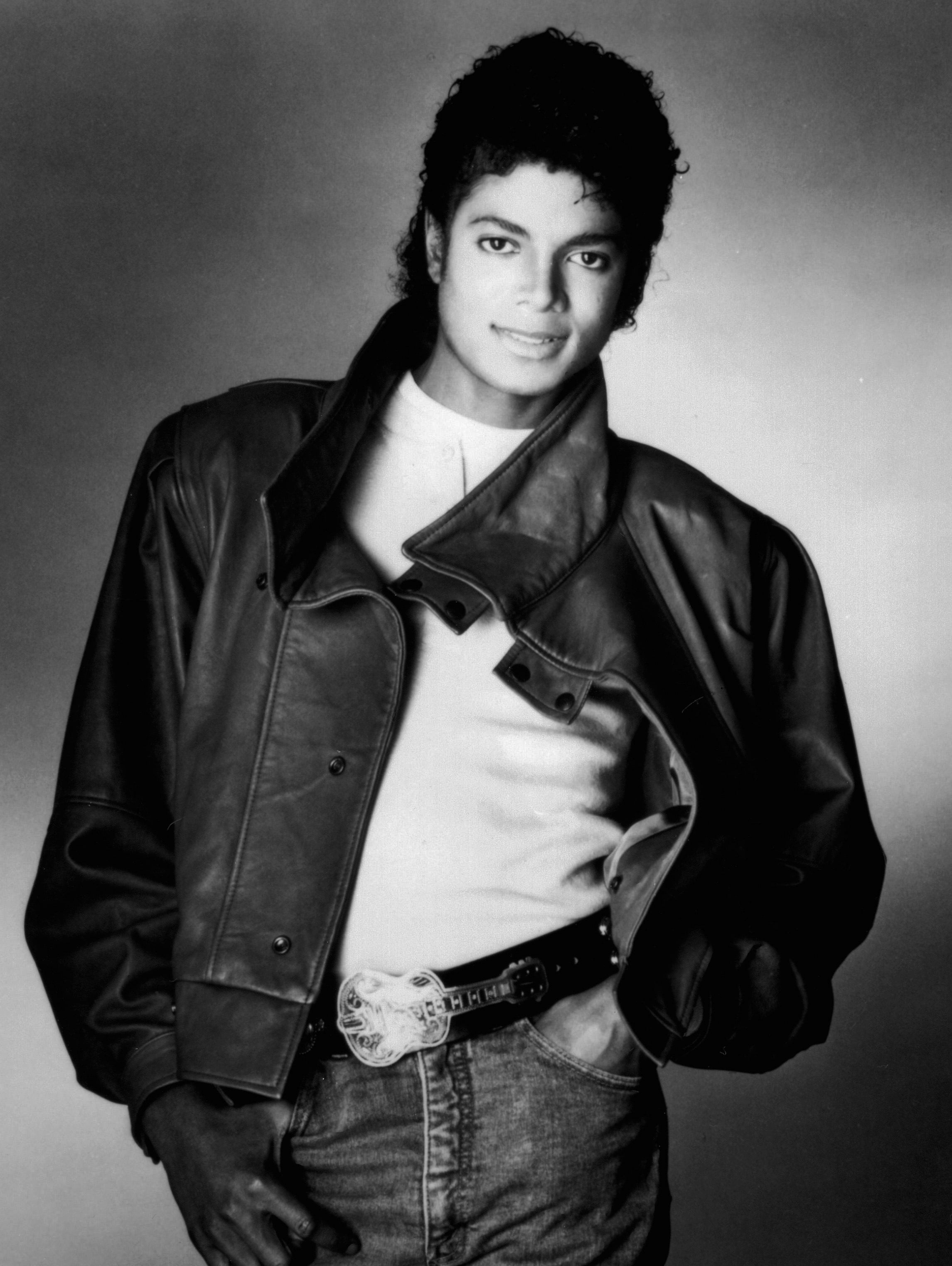
Michael Jackson, inspiración de la canción y su video.

Hay dos videos musicales para esta canción. El primer video musical oficial fue filmado en Islandia con Tarja y algunas escenas de un buceador yendo hacia el fondo del mar que cuando ve una sirena (Naiad), vuelve a la superficie. Fue filmado en la misma playa del videoclip de «I Feel Immortal», y también cuenta con Tarja usando el mismo vestuario de color blanco y negro. Fue grabado después que «I Feel Immortal», pero publicado antes. Turunen afirmó que el país y sus paisajes fueron inspiradores, y que pareció una buena idea tener un video similar para ambas canciones, ya que ambos sencillos fueron lanzados simultáneamente en territorios diferentes.
El segundo video musical fue filmado después de «I Feel Immortal». Al igual que la canción, hace referencia a la muerte de Michael Jackson y la comercialización posterior a dicho acontecimiento. Comienza con Tarja tocando en un bar, con sólo unas pocas personas prestándole atención, demostrando cómo su carrera se había caído. Luego, se muestra un noticiario anunciando que Tarja fue encontrada muerta. Así, después su álbum comienza a ser un éxito y ella se convierte en una estrella de nuevo. El concepto recorre la idea de cómo un artista después de morir, puede recuperar la fama a través de la re-comercialización de sus trabajos.

## Ventas
| Listas (2010)                                      | Posición |
| -------------------------------------------------- | -------- |
| República Checa (Czech Republic Modern Rock Radio) | 6        |
| Estados Unidos (Modern Rock Tracks)                | 9        |